# Guatemala na letních olympijských hrách
Guatemala na letních olympijských hrách startuje od roku 1932. Toto je přehled účastí, medailového zisku a vlajkonošů na dané sportovní události.

## Účast na Letních olympijských hrách
| Dějiště LOH            | LOH      | Vlajkonoš                       | Zlatá medaile | Stříbrná medaile | Bronzová medaile | Celkem |
| ---------------------- | -------- | ------------------------------- | ------------- | ---------------- | ---------------- | ------ |
| 1932 Los Angeles       | LOH 1932 | nikdo                           |               |                  |                  | 0      |
| 1936 Německo           | 1936     |                                 |               |                  |                  | Ne     |
| 1948 Londýn            | 1948     |                                 |               |                  |                  | Ne     |
| 1952 Helsinky          | LOH 1952 | Doroteo Flores                  |               |                  |                  | 0      |
| 1956 Melbourne         | 1956     |                                 |               |                  |                  | Ne     |
| 1960 Řím               | 1960     |                                 |               |                  |                  | Ne     |
| 1964 Tokio             | 1964     |                                 |               |                  |                  | Ne     |
| 1968 Ciudad de México  | LOH 1968 | Teodoro Palacios                |               |                  |                  | 0      |
| 1972 Mnichov           | LOH 1972 | Víctor Castellanos              |               |                  |                  | 0      |
| 1976 Montréal          | LOH 1976 | Edgar Tornez                    |               |                  |                  | 0      |
| 1980 Moskva            | LOH 1980 | Carlos Silva                    |               |                  |                  | 0      |
| 1984 Los Angeles       | LOH 1984 | Oswaldo Méndez                  |               |                  |                  | 0      |
| 1988 Soul              | LOH 1988 | Carlos Silva                    |               |                  |                  | 0      |
| 1992 Barcelona         | LOH 1992 | Julio Sandoval                  |               |                  |                  | 0      |
| 1996 Atlanta           | LOH 1996 | Julio Martínez René             |               |                  |                  | 0      |
| 2000 Sydney            | LOH 2000 | Attila Solti                    |               |                  |                  | 0      |
| 2004 Athény            | LOH 2004 | Gisela Morales                  |               |                  |                  | 0      |
| 2008 Peking            | LOH 2008 | Kevin Cordon                    |               |                  |                  | 0      |
| 2012 Londýn            | LOH 2012 | Juan Ignacio Maegli             |               | 1                |                  | 1      |
| 2016 Rio de Janeiro    | LOH 2016 | Erick Barrondo                  |               |                  |                  | 0      |
| 2020 Tokio             | LOH 2020 | Mirna Ortiz Juan Ignacio Maegli |               |                  |                  | 0      |
| 2024 Paříž             | LOH 2024 |                                 |               |                  |                  | x      |
| Celkem                 | 16       |                                 | 0             | 1                | 0                | 1      |
| Zdroj na Olympedia.org |          |                                 |               |                  |                  |        |

## Listina medailistů
| Medal            | Sportovec      | LOH             | Sport         |
| ---------------- | -------------- | --------------- | ------------- |
| Stříbrná medaile | Erick Barrondo | Guatemala (GUA) | 2012 Atletika |